# Берёзовка (Шипуновский район)
Берёзовка — посёлок в Шипуновском районе Алтайского края России. Входит в состав Бобровского сельсовета.

## География
Посёлок находится в центральной части Алтайского края, в пределах степной зоны Предалтайской равнины, на расстоянии примерно 22 километров (по прямой) к северу от села Шипуново, административного центра района. Абсолютная высота — 248 метров над уровнем моря.
Климат характеризуется как континентальный. Средние показатели температуры воздуха в зимний период находятся в диапазоне между −15 и −10 °C, летом — в диапазоне между 15 и 20 °C. Количество осадков, выпадающих зимой, в среднем составляет 187 мм, летом — 273 мм.

## История
Основана в 1923 году. По данным 1926 года имелось 55 хозяйств и проживал 331 человек (в основном — украинцы). Функционировала школа I ступени. В административном отношении посёлок входил в состав Бобровского сельсовета Шипуновского района Рубцовского округа Сибирского края.

## Население
| 1926 | 1997 | 1998 | 1999 | 2000 | 2001 | 2002 |
| ---- | ---- | ---- | ---- | ---- | ---- | ---- |
| 331  | ↘146 | ↘134 | →134 | ↘130 | ↘126 | ↗129 |
| 2003 | 2004 | 2005 | 2006 | 2007 | 2008 | 2009 |
| ↗133 | ↘126 | ↘125 | ↘111 | ↘108 | ↗112 | ↘93  |
| 2010 | 2011 | 2012 | 2013 |      |      |      |
| ↘76  | ↘75  | ↗76  | ↘73  |      |      |      |

Согласно результатам переписи 2002 года, в национальной структуре населения русские составляли 82 %.

## Улицы
Уличная сеть посёлка состоит из двух улиц и одного переулка.